# Karl Rahner
Karl Rahner, nemški duhovnik in teolog, * 5. marec 1904, Freiburg, Nemčija, † 30. marec 1984, Innsbruck, Avstrija.
Bil je jezuitski duhovnik, ki poleg Henrija de Lubaca, Hansa Ursa von Balthasarja in Yvesa Congarja velja za enega najpomembnejših katoliških teologov dvajsetega stoletja. Bil je brat Huga Rahnerja, ki je bil jezuit. Najbolj znan je po proučevanju kristologije in integraciji eksistencialne filozofije personalizma v tomistični realizem. Po njegovem mnenju sta bila zavedanje samega sebe in nadčutnost postavljena na območje, na katerem je najvišje določilo Bog. V svojih delih je poudarjal tudi kontinuiteto sodobnih in starodavnih razlag rimskokatoliške doktrine. Razodetje je pojasnjeval kot božjo avtokomunikacijo, kristologijo pa je utemeljil na antropologiji.

## Življenje
Rodil se je leta 1904 v Freiburgu v Nemčiji, očetu Karlu in materi Luise (Trescher Rahner), kot četrti izmed sedmih otrok. Njegov oče je bil profesor na tamkajšnji univerzi, mati pa je bila zelo pobožna, kar je vplivalo na Rahnerjevo življenje. Leta 1922 je vstopil v jezuitski red in bil 26. julija 1932 posvečen v duhovnika. V času učenja je novince v Feldkirchu poučeval latinščino. Najprej se je leta 1934 vpisal na študij filozofije v Freiburgu, kjer je štiri semestre poslušal predavanja Martina Heideggerja, ki je vplival na vsebino Rahnerjeve doktorske disertacije Duh v svetu (Geist in Welt). Leta 1936 je v Innsbrucku nadaljeval doktorski študij teologije ter ga tam tudi zaključil, leta 1939 pa je bil povabljen na Dunaj, da bi poučeval na Pastoralnem inštitutu. Nato se je po drugi svetovni vojni vrnil v Innsbruck na teološki kolegij, kjer je poučeval različne teme, o katerih je kasneje napisal eseje, ki so bili objavljeni v Teološke razprave (Schriften zur Theologie) in bil leta 1949 imenovan za profesorja dogmatske teologije. Leta 1964 pa je postal uradni teološki svetovalec Drugega vatikanskega koncila. Rahnerjev vpliv na koncil je bil široko razširjen in postopno je bil izbran za enega izmed sedmih teologov, ki so razvijali Lumen gentium, dogmatično obrazložitev nazorov Cerkve. Med koncilom je učil na Univerzi v Münchnu od 1964 do 1967. Nato je do upokojitve leta 1971 ostal na katoliški teološki fakulteti Univerze v Münstru. Potem se je leta 1981 vrnil v Innsbruck, kjer je pisal in predaval ter nadaljeval z duhovniškim poklicem. Leta 1976 je dokončal svoje dolgo obljubljeno sistematično delo Osnove verovanja (Grundkurs des Glaubens). 30. marca 1984 je zaradi bolezni umrl, star 80 let. Pokopan je ob jezuitski cerkvi Svete Trojice v Innsbrucku. Med svojimi filozofskimi in teološkimi študijami in poučevanjem je izdal okoli 4000 del. Po njem se imenuje tudi nagrada Karl-Rahner-Preis, ki jo podeljujejo za izjemne disertacije na področju teologije.

## Delo
V času med in po vojni se je Rahner veliko ukvarjal s študijem cerkvene teologije, predvsem s študijem moderne teologije. Nanj je izjemno vplivala ignacijanska duhovnost, ki jo je povzel s prakso molitve in z redovniško formacijo, in to celo bolj kakor študij filozofije in teologije. Prav tako se ga je dotaknila teorija neotomistov in novosholastičnega gibanja v cerkveni filozofiji in teologiji ter tudi ponoven poskus metafizičnega kritiziranja prosvetljenstva neotomistov in še posebej vpliv Kantove filozofije. Nanj kot filozofa je vplival tudi Heideggerjev eksistencializem. Dve leti je zato obiskoval njegova predavanja in seminarje ter bil do pridobljenih naukov dokaj kritičen. Predvsem pa je cenil Heideggerjev slog mišljenja in raziskovanja. Ta je pri svojem delu uporabljal metodo oziroma postopke približevanja, s katerimi si je prizadeval za sintezo in ne le opisovanje dogmatičnih resnic. Taka metoda v teološkem razpravljanju ne oži božjega razodetja temveč pripelje do koncentriranja celotne vsebine s pomočjo nekega ključnega pojma. Pod vplivom Martina Heideggerja je napisal delo Duh v svetu. Na Rahnerjevo teologijo pa sta poleg Heideggerja vplivala predvsem Joseph Maréchal in Pierre Rousselot. Rahner je veliko interpretiral tudi dela in stališča Tomaža Akvinskega. Na njegova teološka prepričanja je vplivalo tudi urejanje referenčnih besedil. Njegova teologija je vplivala na Drugi vatikanski koncil in je bila prelomna za sodobno razumevanje krščanstva.
Rahner je bil izredno plodovit pisatelj. Poleg že omenjenih njegova glavna dela vključujejo 10-delno enciklopedijo Lexikon für Theologie und Kirche, 6-delno teološko enciklopedijo, Sacramentum Mundi in številne druge knjige, eseje in članke.   

### Središčni pojem Rahnerjeve teologije
Najpomembnejša tema Rahnerjeve teologije je milost. Milost poimenuje kot nekaj neustvarjenega – milost je Bog sam.
Rahner je kot teolog venomer iskal temeljno misel, ki bi na nek način vodila k eni sami temi teologije – k Bogu. V času razkristjanjevanja Evrope oziroma širitve ateizma v sekularnih državah je menil, da je krščansko vero treba prikazati v takšni luči, da bo človeštvo razumelo, da svet ne bo boljši in razumljivejši, če odklanja Boga in Kristusa, temveč nasprotno. 

### Temelji verovanja
Delo je Rahner napisal proti koncu svojega življenja in je eno izmed najbolj razvitih in sistematičnih del. V tem delu, ki združuje teologijo in filozofijo, razlaga odnos med krščanstvom in življenjem posameznika. Meni, da je krščanska vera odgovor vsakemu človeku.

### Ostale teorije
Komunikacija z Bogom
Rahner je trdil, da je človekov obstoj izpolnjen preko komunikacije z Bogom in da je človekova bit pravzaprav osmišljena v tej komunikaciji. 
Transfinalizacija
Rahner je bil kritik substančne teorije oz. teorije biti in se zanimal za končnost liturgije. Zavzemal se je za preimenovanje transsubstanciacije v transfinalizacijo, vendar pa je bila ta teorija v encikliki Mysterium fidei papeža Pavla VI. obsojana.
Zavedanje Boga
Osnova Rahnerjeve teologije je ideja, da imajo vsa človeška bitja skrivno zavedanje Boga v vsakem izkustvu omejitve v znanju in svobodi kot končni osebki. Ker je izkušnja “stanje verjetnosti” za znanje in svobodo kot tako, Rahner to izkušnjo opiše v jeziku Kanta kot “transcendentalno”. Ta transcendentalni dejavnik izkustva razkrije njegovo povezanost z Maréchalovim transcendentalnim tomizmom.
Kristologija
Naloga kristologije je krščanstvu razumljivo pojasniti, da je Jezus Nazarečan, zgodovinska osebnost, Kristus kot središče celotne človeške zgodovine in končno ter popolno božje razodetje človeštvu. Vendar Rahner meni, da znotraj “sodobne miselnosti, ki na svet gleda z vidika evolucije”, oseba Kristus ne bi smela biti poudarjana v svoji enkratni individualnosti, medtem ko je prezrta kakršnakoli možnost združenja Kristusovega dogodka s potekom človeške zgodovine kot celote. Rahner predstavi tudi transcendentalno kristologijo, ki Kristusa in dogodke, povezane z njim, razlaga v povezavi z bistveno sestavo človeške osebe, opirajoč se na ključne pogoje vseh človeških izkušenj, ki presegajo katerokoli določeno vrsto izkušnje.    

## Dela
KNJIGE, PREVEDENE V SLOVENŠČINO:
- Mein Problem: Karl Rahner antwortet jungen Menschen (1982) (prevedeno v slovenščino: Problemi mladih: mladi vprašujejo – Karl Rahner odgovarja, 1987, Ljubljana: Katehetski center)
- Stirbt das Christentum aus? (1981) (prevedeno v slovenščino: Ali krščanstvo izumira?, 1985, Ljubljana: Predstojništvo slovenske province Družbe Jezusove)
- Von der Not und dem Segen des Gebetes (1950) (prevedeno v slovenščino: Molitev, naša težava in naš blagoslov, 1959, Maribor: Škofijski ordinariat; ponatis: 1991, Ljubljana: Župnijski urad Ljubljana-Dravlje)

KNJIGE, PREVEDENE V ANGLEŠČINO:
- Christologie – systematisch und exegetisch (z Wilhelmom Thüsingom, 1972) (prevedeno v angleščino: A New Christology (1980))
- Das Dynamische in der Kirche (1958) (prevedeno v angleščino: The dynamic element in the Church (1964))
- Das Konzil- ein neuer Beginn (1966) (prevedeno v angleščino: The Church after the Council (1966))
- Die siebenfältige Gabe : über die Sakramente der Kirche (1974) (prevedeno v angleščino: Meditations on the Sacraments (1977))
- Die vielen Messen und das eine Opfer (z Angelusom Häusslingom, 1951) (prevedeno v angleščino: The Celebration of the Eucharist (1968))
- Geist in Welt (1939) (prevedeno v angleščino: Spirit in the world (1968))
- Grundkurs des Glaubens: Einfürüng in den Begriff des Christentums (1976) (prevedeno v angleščino: Foundations of Christian Faith: An Introduction to the Idea of Christianity (1978))
- Hörer des Wortes. Zur Grundlegung einer Religionsphilosophie (1941) (prevedeno v angleščino: Hearer of the Word: Laying the Foundation for a Philosophy of Religion (1994))
- Kirche und Sakramente (1961) (prevedeno v angleščino: The Church and the Sacraments (1963))
- Sacramentum Mundi (1968) (prevedeno v angleščino: Encyclopedia of theology: a concise 'Sacramentum mundi' (1975))
- Schriften zur Theologie, 16 zvezkov (1954–84) (prevedeno v angleščino: Theological investigations (1961-92))
- Sendung und Gnade (1959) (prevedeno v angleščino: Mission And Grace (1963))
- Strukturwandel der Kirche als Aufgabe und Chance (1972) (prevedeno v angleščino: The shape of the Church to come (1974))
- Über die Schriftinspiration (1958) (prevedeno  v angleščino: Inspiration in the Bible (1961))
- Worte ins Schweigen (1938) (prevedeno v angleščino: Encounters With Silence (1960))
- Zur Theologie des Todes (1958) (prevedeno v angleščino: On The Theology of Death (1964))

ČLANKI, PREVEDENI V SLOVENŠČINO:
- Agnosticizem in vstajenje (1979, Tretji dan: verski časopis študentov in izobražencev, št. 3/4, str. 18-20)
- Duhovnikova vera danes (1963, Nova pot: glasilo Cirilmetodijskega društva katoliških duhovnikov, št. 2/4, str. 162-176)
- Kratek obrazec krščanske vere (2012, Tretji dan: verski časopis študentov in izobražencev, št. 9/10, str. 49-51)
- Krščanska prihodnost človeka (1965, Nova pot: glasilo Cirilmetodijskega društva katoliških duhovnikov, št. 10/12, str. 527-535)
- O izvoljenosti, trpljenju in veri v večno življenje: iz pogovora med judovskim in krščanskim teologom (s Pinchasom Lapidom, 2001, Tretji dan: verski časopis študentov in izobražencev, št. 4, str. 12-14)
- Prihodnost ostaja temna (1972, Znamenje: revija za teološka, družbena in kulturna vprašanja, št. 2, str. 158-159)
- Razmišljanje o besedi bog (1970, Nova pot: glasilo Cirilmetodijskega društva katoliških duhovnikov, št. 1/3, str. 18-23)

Prihodnost ostaja temna
V tem članku Rahner razpravlja o tem, kako prihodnost ostaja temna, tudi če ni mišljena kot bližnji jutri, temveč še nekaj prihodnjih desetletij. Dejanska končna svoboda nastopi kot usoda, na katero ni moč vplivati.